# مینولتا ۱۱۰ زوم اس‌ال‌آر
مینولتا ۱۱۰ زوم اس‌ال‌آر (به انگلیسی: Minolta 110 Zoom SLR) یک دوربین عکاسی ساخت شرکت مینولتا است.